# Uruguayisches Gesundheitsministerium

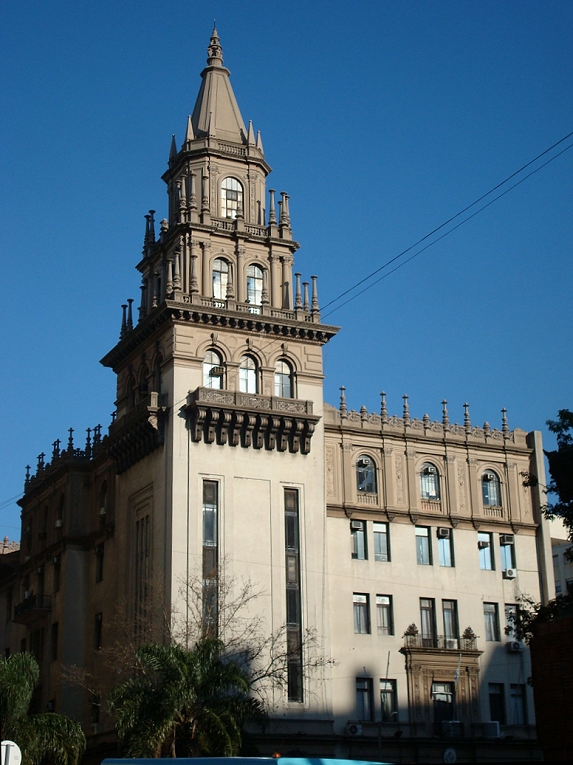
Sitz des Ministeriums in der Avenida 18 de Julio.

Das Ministerium für öffentliche Gesundheit (span. Ministerio de Salud Pública) (MSP) ist eines der Ministerien des Staates Uruguay.
Zu den Aufgaben des Ministeriums zählt die Kontrolle aller staatlichen und privaten Zentren der Gesundheitsfürsorge. Die Position des Gesundheitsministers wurde am 5. September 1933 während der Regierungszeit Gabriel Terras geschaffen. Das am 12. Januar 1934 erlassene Gesetz Nr. 9.202, das sogenannte Ley Orgánica de Salud Pública bildete die Grundlage für die Errichtung des Ministeriums. Im Rahmen dieser gesetzlichen Regelung wurden die beiden bis dato existierenden Organe, der Consejo Nacional de Higiene und die Asistencia Pública Nacional zusammengeschlossen. Erster Leiter der neugeschaffenen Behörde war Eduardo Blanco Acevedo. Das Ministerium wurde seit dem 1. März 2010 von Daniel Olesker geleitet, von dem dessen vormaliger Staatssekretär Jorge Enrique Venegas am 19. Juli 2011 die Ministeriumsleitung übernahm. Im Februar 2013 wurde Susana Muñiz neue Gesundheitsministerin.

## Bisherige Minister
| Minister                    | Zeitraum                              |
| --------------------------- | ------------------------------------- |
| Eduardo Blanco Acevedo      | 1933 - 1936                           |
| Juan César Mussio Fournier  | 1936 - 1943                           |
| Folle Joanico               | 1943 - 1945                           |
| Francisco Forteza           | 1946                                  |
| Enrique Claveaux            | 1947 - 1949                           |
| Lisandro Cersósimo          | 1950                                  |
| Carlos A. Viana Aranguren   | 1951                                  |
| Federico García Capurro     | 1952 - 1954                           |
| Julio César Estrella        | 1. März 1955 - 10. Mai 1956           |
| Vicente Basagoiti           | 16. Mai 1956 - 30. Oktober 1958       |
| Washington Isola            | 5. November 1958 - 28. Februar 1959   |
| Carlos Stajano              | 1. März 1959 - 13. April 1961         |
| Aparicio Méndez             | 13. April 1961 - 16. Juni 1964        |
| Francisco Rodríguez Camusso | 16. Juni 1964 - 28. Februar 1967      |
| Ricardo Yannicelli          | 1. März 1967 - 20. März 1968          |
| Carlos Queraltó Oribe       | 20. März 1968 - 13. Juni 1968         |
| Walter Ravenna              | 20. Juni 1968 - 1. März 1972          |
| Pablo Purriel               | 1. März 1972 - 27. Juni 1973          |
| Juan Bruno Iruleguy¹        | 11. Juli 1973 - 4. Juli 1974          |
| Justo Alonso Leguísamo¹     | 4. Juli 1974 - 13. Januar 1976        |
| Mario Arcos Pérez¹          | 14. Januar 1976 - 1. September 1976   |
| Antonio Cañellas¹           | 1. September 1976 - 1. September 1981 |
| Luis Givogre¹               | 1. September 1981 - 1. März 1985      |
| Raúl Ugarte                 | 1. März 1985 - 1. März 1990           |
| Alfredo Solari              | 1. März 1990 - 24. Mai 1991           |
| Carlos Delpiazzo            | 10. Juni 1991 - 11. August 1992       |
| Guillermo García Costa      | 12. August 1992 - 1. März 1995        |
| Alfredo Solari              | 1. März 1995 - 18. März 1997          |
| Raúl Bustos                 | 18. März 1997 - 1. März 2000          |
| Horacio Fernández Ameglio   | 1. März 2000 - 15. Mai 2001           |
| Luis Fraschini              | 15. Mai 2001 - 6. März 2002           |
| Alfonso Varela              | 6. März 2002 - 19. Februar 2003       |
| Conrado Bonilla             | 24. Februar 2003 - 1. März 2005       |
| María Julia Muñoz           | 1. März 2005 - 1. März 2010           |
| Daniel Olesker              | 1. März 2010 - 19. Juli 2011          |
| Jorge Enrique Venegas       | 19. Juli 2011 -                       |
| Susana Muñiz                | Februar 2013 -                        |

¹ Minister der Militärregierung während der zivil-militärischen Diktatur (1973–1985)